# Chuyện ông cố đạo và người làm công Balda
Chuyện ông cố đạo và người làm công Balda (tiếng Nga: Сказка о попе и о работнике его Балде) là một câu chuyện cổ tích mang nhiều hàm ý châm biếm giới tu sĩ Giáo hội Chính thống Nga của đại thi hào A.S.Pushkin. Câu chuyện được nhà thơ hoàn thành vào mùa thu năm 1830 ở ngôi làng Boldino, nhưng chỉ được xuất bản sau khi nhà thơ qua đời.

## Nội dung

### Nhân vật
- Cố đạo
- Balda

## Chuyển thể
- Ông cố đạo và người làm công Balda (hoạt hình, 1933 - 1936)
- Ông cố đạo và người làm công Balda (hoạt hình, 1940)
- Ông cố đạo và người làm công Balda (hoạt hình, 1956)
- Ông cố đạo và người làm công Balda (hoạt hình, 1973)